# WANDS BEST HITS
『WANDS BEST HITS』（ワンズ ベスト・ヒッツ）は、株式会社トレドの企画によりビーイング側が発売したWANDSのベスト・アルバムで、『BEST HITS』シリーズ第2作（JDCT-002）。このアルバムは通常のCD流通ルートではなく、主に全国の高速道路内売店向けに出荷されている。WANDSオフィシャルサイトのバイオグラフィーには掲載されていない。

## 内容
同価格の前々作ベスト・アルバム『complete of WANDS at the BEING studio』と似通った選曲、曲順となっている。前作ベスト・アルバム『BEST OF BEST 1000 WANDS』に引き続き、3期の曲は未収録である。

## 収録曲
- ☆…第1期。印がない楽曲は全て第2期の楽曲。

1. もっと強く抱きしめたなら ☆
  - 作詞: 上杉昇・魚住勉 / 作曲: 多々納好夫 / 編曲: 葉山たけし

3rdシングル。
2. 時の扉
  - 作詞: 上杉昇 / 作曲: 大島康祐 / 編曲: 明石昌夫

4thシングル。
3. 愛を語るより口づけをかわそう
  - 作詞: 上杉昇 / 作曲: 織田哲郎 / 編曲: 明石昌夫

5thシングル。
4. 世界が終るまでは…
  - 作詞: 上杉昇 / 作曲: 織田哲郎 / 編曲: 葉山たけし

8thシングル。
5. 恋せよ乙女
  - 作詞: 上杉昇 / 作曲: 大島康祐 / 編曲: 葉山たけし

6thシングル。
6. Jumpin' Jack Boy
  - 作詞: 上杉昇 / 作曲: 栗林誠一郎 / 編曲: 葉山たけし

7thシングル。
7. Secret Night 〜It's My Treat〜
  - 作詞: 上杉昇 / 作曲: 栗林誠一郎 / 編曲: 池田大介

9thシングル。原曲は栗林誠一郎の「IT'S MY TREAT」。
8. Same Side
  - 作詞: 上杉昇 / 作曲: 上杉昇・柴崎浩 / 編曲: WANDS

10thシングル。
9. WORST CRIME 〜About a rock star who was a swindler〜
  - 作詞: 上杉昇 / 作曲・編曲: 柴崎浩

11thシングル。
10. このまま君だけを奪い去りたい
  - 作詞: 上杉昇 / 作曲: 織田哲郎 / 編曲: 葉山たけし

2ndアルバム『時の扉』収録曲。原曲はDEEN。
11. 寂しさは秋の色 〜LIVE ACOUSTIC Version〜
  - 作詞: 上杉昇 / 作曲: 栗林誠一郎 / 編曲: WANDS

『complete of WANDS at the BEING studio』に収録の1stシングルのライブ音源。
12. ふりむいて抱きしめて ☆
  - 作詞: 上杉昇 / 作曲・編曲: 大島康祐

2ndシングル。
13. DON'T TRY SO HARD
  - 作詞: 上杉昇 / 作曲: 柴崎浩 / 編曲: 葉山たけし

4thアルバム『PIECE OF MY SOUL』収録曲。
14. 声にならないほどに愛しい
  - 作詞: 上杉昇 / 作曲: 織田哲郎 / 編曲: 明石昌夫

4thシングルのカップリング曲。原曲はMANISH。
15. ありふれた言葉で
  - 作詞: 上杉昇 / 作曲: 柴崎浩 / 編曲: 葉山たけし

6thシングルのカップリング。
16. 世界中の誰よりきっと 〜Album Version〜
  - 作詞: 上杉昇・中山美穂 / 作曲: 織田哲郎 / 編曲: 明石昌夫

2ndアルバム『時の扉』収録曲。上杉がメインボーカルをとり、コーラスに宇徳敬子を起用している。中山美穂は不参加。

## 参加ミュージシャン
- 青山純：ドラム（#7,13）
- 黒瀬蛙一：ドラム（#9）
- Denny Fongheiser：ドラム（#8）
- 渡辺直樹：ベース（#7,9,13）
- 明石昌夫：ベース（#8）
- 小野塚晃（DIMENSION）：シンセサイザー（#8）
- 川島だりあ（FEEL SO BAD）：コーラス（#2）
- 大黒摩季：コーラス（#4,6,14）
- 宇徳敬子：コーラス（#9,16）
- 生沢佑一：コーラス（#10）
- 岩切玲子：コーラス（#12）
- 鈴木康志：コーラス（#13）
- Billie Cade：ボイス（#7）
- Joyce Goit：ボイス（#7）
- Terry Jones：ボイス（#7）